# August von Wehli
August von Wehli, též Johann August Wehli, Wehli von Wehlen (1. listopadu 1810 Praha – 20. října 1892 Bad Aussee), byl rakousko-uherský, respektive předlitavský státní úředník a politik, v roce 1871 krátce ministr vnitra Předlitavska.

## Biografie

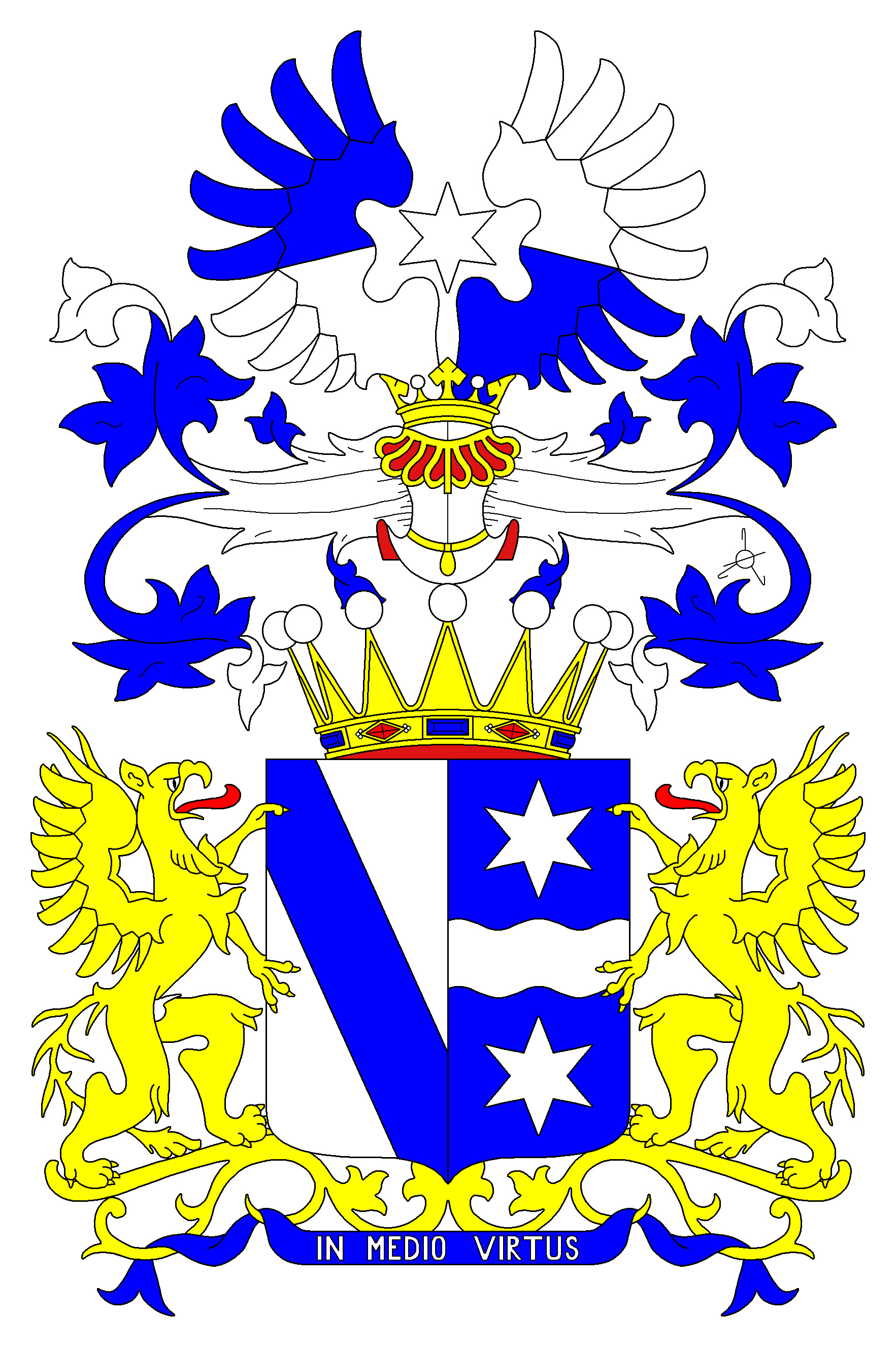
[http://www.novanobilitas.eu/rod/wehli-z-wehlen Baronský erb Augusta von Wehli

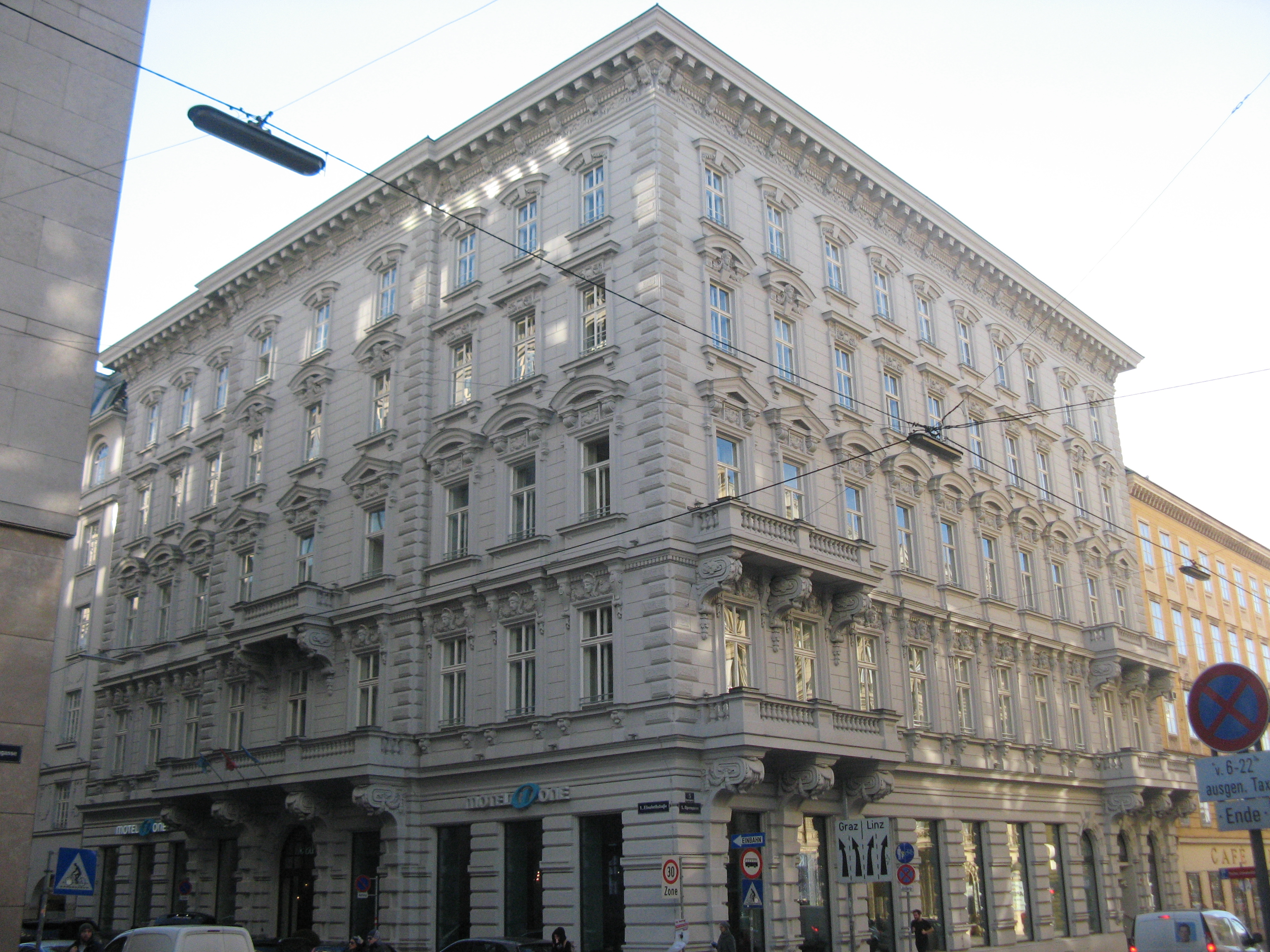
Palác Wehli (1869-1870), architekt Ludwig Zettl, Elisabethstrasse 6, Vídeň 1

Narodil se v Praze v židovské rodině Eduarda Josefa Efraima Wehli a jeho ženy Karoliny Evy, rozené Brandeisové.
V roce 1828 absolvoval studia práv a filozofie na právnické fakultě Karlo-Ferdinandovy univerzity v Praze, která roku 1829 uzavřel na právnické fakultě Vídeňské univerzity, roku 1832 konvertoval od judaismu k římskokatolické víře a oženil se. Roku 1834 získal na Vídeňské univerzitě doktorát práv a roku 1838 doktorát filozofie. 1832 nastoupil jako praktikant do kriminálního senátu, 1833 do senátu politicko-ekonomického, 1835 Auskultant u civilně soudního senátu vídeňakého magistrátu; 1837 byl přijat k dvorské komorní prokuratuře; 1843 jmenován koncipistou Krajského úřadu pro Wienerwald ve Vídni; 1847 členem Dvorské kanceláře; ve školním roce 1849/50 a 1850/51 zastával funkci děkan na filozofické fakultě Vídeňské univerzity, 1849 sekretářem ministra, 1851 jmenován sekčním radou a 1859 dvorním radou ministerstva.
V roce 1855 ho povýšil císař František Josef I. do šlechtického stavu s predikátem "von Wehlen" a roce 1862 byl povýšen do stavu rytířského. Po zisku titulu svobodného titul rytíře roku 1870 přestal predikát užívat a psal se jen von Wehli. Byl členem Panské sněmovny, viceprezidentem Komise pro regulaci Dunaje (Donau-Regulierungs-Commission) a sekčním šéfem ministerstva vnitra. Ve Vídni si dal postavit palác Wehli.
27. října 1871 se stal ministrem vnitra Předlitavska ve vládě Ludwiga von Holzgethana. Ve vládě setrval do 22. listopadu 1871. Byl ovšem jen provizorním správcem rezortu coby sekční šéf ministerstva. V roce 1872 byl penzionován.

## Rodina a hrob
Ve Vídni se oženil s Leopoldinou Elisabethou Josefou, rozenou Linden (1825-1896). Manželé měli tři dcery: Augustu provdanou za spisovatele Hanse Hopfena, Leopoldinu, Alicii a syna Moritze, který se stal obchodníkem.
Zemřel při pobytu v lázních Bad Aussee a byl pohřben do rodinné hrobky ve Vídni-Heiligenstadtu, stejně jako jeho rodiče a manželka.